# Tortula viridipila
Tortula viridipila är en bladmossart som beskrevs av Hugh Neville Dixon och George Osborne King Sainsbury 1933. Tortula viridipila ingår i släktet tussmossor, och familjen Pottiaceae. Inga underarter finns listade i Catalogue of Life.